# 9084 Achristou
9084 Achristou este o planetă minoră (asteroid), cu un diametru de 1,916 km, din centura de asteroizi. A fost descoperită pe 3 februarie 1995 la Observatorul Siding Spring de David J. Asher⁠(d) și a fost numită după Apostolos Christou⁠(d). 
Obiectul prezintă o orbită caracterizată de o semiaxă mare de 1,8597943 UAi, o excentricitate de 0,08, o înclinație de 23,0981 ° în raport cu ecliptica.